# Jerry Kennedy
Jerry Glenn Kennedy est un producteur de disques américain, compositeur et guitariste, né le 10 août 1940 à Shreveport en Louisiane.
Il est marié à Linda Brannon, une chanteuse professionnelle. Ils ont ensemble 3 fils, Gordon, le plus âgé, puis Bryan et Shelbi, qui réussissent tous dans la musique, notamment Gordon qui est auteur-compositeur, musicien et producteur.

## Biographie

### Jeunesse
Jerry G. Kennedy est né à Shreveport, en Louisiane. Il se souvient avoir « battu des manches à balais et d'autres choses » lorsqu'il était enfant, comme ses premiers pas dans la musique. Sa première guitare était une Silvertone, que ses parents ont acheté pour lui quand il avait « huit ou neuf ans ». Il a commencé à prendre des leçons avec une légende de la guitare locale, Tillman Franks. Kennedy a participé à divers spectacles autour de la région de Shreveport, y compris le légendaire Louisiana Hayride. Il se souvient en particulier d'un spectacle auquel il a assisté, qui est le dernier spectacle de Hank Williams à l'Auditorium municipal de Shreveport : « J'étais un enfant assis au premier rang ».
En 1954, Elvis Presley a joué au Louisiana Hayride, où Jerry Kennedy était présent avec un ami. Il se souvient de leur frustration face aux jeunes filles qui criaient sans cesse, empêchant son ami et lui d'entendre clairement Scotty Moore, le guitariste de Presley, pendant le spectacle. « Nous étions furieux contre toutes les filles, parce que nous ne pouvions pas entendre Scotty quand Elvis faisait son shakin. Cela nous a contrarié que nous n'entendions pas la guitare ».

### Carrière
À l'âge de 11 ans, Jerry Kennedy a signé un contrat d'enregistrement avec RCA Records. Il a ensuite enregistré plusieurs singles, dont plusieurs avec des contributions de Chet Atkins. Par la suite, Kennedy est devenu en quelque sorte une idole d'adolescent à son lycée. Bien qu'il ne soit jamais devenu une star en tant que chanteur, il a participé aux chœurs pour plusieurs artistes du label Mercury Records à l'adolescence. Après avoir travaillé pendant plusieurs années à des sessions d'enregistrement autour de Shreveport, Irving Green, le président de Mercury Records l'a convaincu de déménager à Nashville. Kennedy est arrivé à Nashville au moment où le boom de la musique country des années 1960 commençait. Peu de temps après son arrivée, il a été invité à travailler comme détecteur de talents pour la filiale de Mercury, Smash Records, et à commencer à produire et à jouer dans des sessions d'enregistrement.
Kennedy et Tommy Tomlinson, une star du Louisiana Hayride de Minden, ont développé ensemble quatre albums instrumentaux pour Mercury Records en 1960. Les albums intitulés Tom & Jerry reprennent tous les genres de musique, y compris celui d'Hank Garland, Boots Randolph, Bob Moore, et Harold Bradley.
Jerry Kennedy participe à l'enregistrement complet des sessions pour Johnny Hallyday à Nashville en 1962 et 1963, (plusieurs disques proviennent de ces sessions : l'album Sings America's Rockin' Hits parut à l'époque. Ainsi que, bien plus tard, en 1990, deux albums CD compilant des inédits issus des sessions de 1962 Nashville session 62 et The 1962 Nashville Session, Vol.2 : The French Recordings, précédents une compilation parue en 1993, réunissant des inédits des sessions de 1963 incluse dans Johnny Hallyday : le livre).
Il est le compositeur de la chanson Since You Don't Care, reprise en français par Sylvie Vartan sous le titre Car tu t'en vas en 1964. En 1993, avec sa guitare, Kennedy contribue à l'album nommé David, principalement interprété par Joan Baez.
Kennedy était l'un des musiciens de session utilisés par Bob Dylan pour enregistrer son album classique Blonde on Blonde, en 1966.
Jerry Kennedy est un récipiendaire de quatre Grammys[réf. nécessaire]. Son jeu de guitare et de dobro ont été présentés sur les albums d'artistes aussi variés qu'Elvis Presley, Kris Kristofferson et Ringo Starr. Un autre travail réalisé par Kennedy sur Dobro était Harper Valley PTA de Jeannie C. Riley. Jerry Kennedy a joué ou produit presque tous les disques de musique country de Jerry Lee Lewis.
En 1968, Shelby Singleton, qui avait servi de mentor à Kennedy, quitte Smash Records. Kennedy reprend les rênes et dirige Smash Records jusqu'en 1970, lorsque Mercury ferme ce label et le nomme à la tête de sa division de musique country. Jerry Kennedy, chez Mercury, a produit des succès mémorables d'artistes de musique country tels que Roger Miller, Reba McEntire, les frères Statler, Johnny Rodriguez, et Tom T. Hall.
Hall, dit, en 1974, qu'il a crédité Kennedy pour le faire démarrer dans l'entreprise. « J'ai eu beaucoup de bonnes chansons que je n'ai pas pu enregistrer, Jerry Kennedy de Mercury Records m'a demandé de les enregistrer, alors je l'ai fait ». Après avoir reçu cet encouragement de Kennedy, Hall enregistre neuf albums avec Mercury Records de 1968 à 1974, y compris Harper Valley PTA. En 1984, Kennedy a quitté Mercury pour démarrer JK Productions, à travers lequel il a produit des enregistrements par The Statler Brothers, Connie Smith, Mel McDaniel, Reba McEntire et d'autres artistes.
En 1987, Kennedy et David Briggs ont mis en vente un morceau pour Mercury Records. Ce dernier a été interprété par Joe Kenyon, qui a fait une reprise de la musique intitulée Hymne de Vangelis Papathanassíou. E & J Gallo Winery a utilisé cette version dans ses publicités, et il s'est classé à la 33e place sur Hot Country Songs .